# Frederick (Maryland)
Frederick város az Amerikai Egyesült Államok Maryland államában, Frederick megyében, melynek megyeszékhelye. Lakosainak száma 78 171 fő (2020. április 1.).

## Népesség
A település népességének változása:
| Lakosok száma | 65 239 | 66 382 | 70 060 | 78 171 |
|               | 2010   | 2012   | 2016   | 2020   |